# Богунова, Наталия Васильевна
Ната́лия Васи́льевна Богуно́ва (8 апреля 1948, Ленинград — 9 августа 2013, Крит, Греция) — советская актриса театра и кино. Стала известной после выхода на телеэкраны телефильма 1973 года «Большая перемена». Почётный работник культуры города Москвы (2010).

## Биография

### Детство и юность
Наталия Богунова родилась 8 апреля 1948 года в Ленинграде. По словам Николая Бурляева: 
«Наташа выросла в очень простой по уровню жизни и благополучия семье, но от Господа Бога ей был дан талант и интеллигентность и одновременно незащищённость перед жизнью — необходимыми для актрисы бойцовскими качествами она не обладала».

В 10 лет поступила в Ленинградское хореографическое училище им. А. Вагановой. По словам Александра Стефановича: 
«Когда Наташа училась в балетном училище, туда часто приходили отбирать детей для торжественных мероприятий, на которых октябрята и пионеры должны были вручать высокопоставленным гостям страны букеты. На Богунову выбор падал чаще, чем на других. <…> А поскольку Наташа была очень красивой, воспитанной и умела держать себя перед публикой, её заметили и начали приглашать в кино».

Дебютировала в кино в 14 лет в фильме Игоря Таланкина «Вступление» (1963). Как рассказала Богунова в интервью Экспресс-газете в 2001 году: 
«в класс пришёл знаменитый режиссер Игорь Таланкин. Нас всех, 11-летних детей, собрали в пионерскую комнату, чтобы он выбрал себе для съёмок в фильме „Вступление“ маленькую актрису. Я сниматься не собиралась. Но меня выбрали. Мне эта взрослая жизнь понравилась. Режиссёр Калик взял меня сниматься в картину „До свидания, мальчики“. Мне уже было 14 лет. Балет мой кувырком полетел. Я растолстела, сбить вес было невозможно»
В итоге решила оставить хореографическое училище и стать профессиональной актрисой.

### Начало актёрской карьеры. Известность.
По словам её однокурсника по ВГИКу актёра Сергея Гурзо: 
«Она была закрытая, ни с кем особенно не дружила и вообще ходила, словно витая в облаках. Ей симпатизировал наш преподаватель Борис Бабочкин. Всё в рамках приличия — он был женат и глубоко порядочен, но видно было, что выделяет Наташу среди остальных — такая возвышенная, восторженная любовь немолодого мужчины к юности и красоте. Именно Борис Андреевич помог Наташе с квартирой — она жила в общежитии и нуждалась в жилплощади».
На втором курсе в возрасте 20 лет Богунова вышла замуж за 23-летнего студента режиссёрского факультета ВГИКа Александра Стефановича.
В 1970 году окончила ВГИК (актёрская мастерская Бориса Бабочкина), после чего была принята в труппу Театра им. Моссовета.
Наибольшую популярность ей принесли роли Снегурочки в фильме «Весенняя сказка» (1971) и учительницы Светланы Афанасьевны (жены Ганжи) в четырёхсерийном фильме «Большая перемена» (1972—1973). Именно роль в этом фильме запомнилась зрителями более всего. Когда стало известно о её кончине, то в СМИ в первую очередь говорили именно об этой её роли.
С 1968 по 1974 год состояла в браке с режиссёром Александром Стефановичем (1944—2021).

### Спад творческой активности
Несмотря на всесоюзную популярность, после «Большой перемены» кинокарьера Богуновой пошла на спад. Фильм-сказка «Умные вещи» (1973) стал последним, где она сыграла главную роль. После этого она появлялась в кино только в эпизодах, и то не часто: до конца 1970-х годов она снялась ещё в четырёх фильмах, а в 1980-е годы — только в двух.

По словам Александра Стефановича: 
«Наташин тип — юная возвышенная девушка с сияющими глазами — был востребован в конце 1960-х — начале 1970-х годов прошлого века, а потом на смену ему пришли совсем другие героини — более яркие, смелые, раскованные».
 Кроме того, по словам Бориса Токарева: 
«работать с ней было сложно. Она запросто могла встать во время репетиции и уйти».

В 1974 году Богунова развелась с Александром Стефановичем, но фактически их брак распался раньше: 
«Мы любили друг друга, хотя брак получился очень коротким и на два города: Наташа — в Москве, я — в Питере». «Всему виной была наша с Наташей занятость: я ездил по стране с киноэкспедициями, она много снималась и тоже редко бывала дома. Хорошей семейной жизни это, как вы понимаете, не способствовало. Мы часто ссорились, расставались и разъезжались, а потом мирились и съезжались снова».
 Детей у них не было. Ни в одном фильме своего мужа актриса не снялась. По словам Стефановича, это было связано не с предвзятым к ней отношением, а с тем, что в поступавших к нему в то время сценариях не предусматривалась роль для актрисы её типажа.
Помимо этого у актрисы начались проблемы со здоровьем. В первый раз она попала в психиатрическую больницу с диагнозом «шизофрения» в конце 1970-х. По воспоминаниям Валентины Талызиной: «В первый раз её увезли в психбольницу прямо из театра». C тех пор регулярно ложилась туда на коррекцию психического состояния.

По словам Александра Ленькова: 
«Театр к Богуновой хорошо относился. Дал квартиру. Когда болела, руководство устраивало её в клинику. У неё категорически не было друзей, такой особый склад характера. Не могу сказать, что она отталкивала людей, но с ней просто не хотели общаться. Она могла подойти и сказать, мол, кто-то и что-то у неё украл, проник к ней в квартиру или выслеживает её. Режиссёры из-за этого Наташу перестали снимать. Однажды я навестил её в больнице, она искренне удивилась».

В 1987 году актриса покинула театр имени Моссовета, проработав там 17 лет. По словам Александра Стефановича: 
«Там сменилось руководство, с которым она не нашла общего языка, и ей пришлось уйти. <…> В эпоху перестройки была членом правления московского отделения Союза кинематографистов, что говорит об уважении к ней коллег».
Последний раз появилась в кино в 1992 году в фильме Олега Кавуна «Бег по солнечной стороне».

### Последние годы
О судьбе Богуновой в 1990-е и 2000-е было известно мало. Она редко общалась с журналистами. По словам Нины Масловой: 
«Лет шесть назад я видела её в ток-шоу и очень за неё порадовалась. Ведь участие в таких проектах для нас — это шанс снова выйти на экран, напомнить о себе. А Наталия на тот момент прекрасно выглядела и, что немаловажно, прекрасно говорила. <…> У Богуновой же был талант красноречия: она прекрасно рассказывала. Потом редакторы хотели пригласить её ещё раз. Но она не согласилась, сказала: „Я плохо выгляжу“. Хотя ещё через пару лет мы встретились „вживую“ на Кинофестивале „Амурская осень“ в Благовещенске. И она была прекрасна: подтянута, модно одета, было видно, что очень за собой следила».
В 2001 году в госпитале Бурденко выступала перед ранеными, которых привозили из Чечни.

По словам Андрея Асеева, волонтёра благотворительного фонда Ольги Гобзевой, Наталья Богунова в те годы: 
«С болью делилась, что по молодости делала аборты, ведь тогда у неё карьера стояла на первом месте. Да и мама не препятствовала, за что Наташа потом очень на неё обижалась. У них были напряжённые отношения, на моих глазах ссорились. „Что лежишь, я голодная, иди приготовь что-нибудь!“ — требовала актриса у родительницы. У Богуновой был невыносимый характер, даже если бы и возникли у меня к ней симпатии, она женщина интересная была, то её характер быстро бы убил все чувства».

В 2011 году погибла мать артистки, выпав из окна своей квартиры, после чего, по словам знакомых и соседей, состояние Богуновой резко ухудшилось. Нашлись люди, которые, пользуясь тяжёлым душевным состоянием Натальи Васильевны, пытались присвоить её московскую недвижимость. По словам Александра Стефановича: 
«К сожалению, это не первый и не единственный случай, когда на имущество одиноких актёров или их родственников посягают морально нечистоплотные люди. <…> В подобных случаях Союз кинематографистов и Гильдия актёров России нанимают адвокатов и бьются за эти квадратные метры. <…> принадлежавшие Богуновой квартиры удалось отбить. В одной она жила, другую сдавала, поэтому, даже не работая, не бедствовала, как многие другие советские актёры».

По словам её адвоката: 
«Наташа обратилась ко мне за помощью, когда нужно было выселить чужих людей из квартиры её матери. Пока она лежала в больнице, этой квартирой завладели, на мой взгляд, посторонние люди. <…> Она была очень активна, мобильна, ходила на Московский кинофестиваль, пересмотрела все фильмы, её узнавали, помнили зрители. У неё был эмоциональный подъём. Она готовила новую концертную программу, собиралась поменять гардероб — множество планов. Ничто не предвещало беды. Советовалась, куда поехать отдохнуть, чтобы утешиться и забыть о чёрной полосе в жизни. После того как она сдала мамину квартиру, у неё появились деньги, накопилась пенсия за время, что лежала в больнице. Она хотела поехать в круиз по России, потом решила в Италию, потом сообщила, что уезжает на Крит».
 По словам её племянника, она планировала организовать гастроли по России, чтобы читать со сцены стихи, но перед этим решила поправить своё здоровье и на вырученные за три месяца от аренды квартиры деньги отправилась отдыхать.

### Смерть и похороны
Скончалась 9 августа 2013 года на 66-м году жизни во время отдыха на острове Крит. В отеле, где отдыхала актриса, заметили, что она странно себя ведёт, после чего вызвали полицию и врачей. Наталью почти принудительно госпитализировали. А вечером 9 августа Наталья Богунова скончалась от инфаркта миокарда. О её кончине сообщила страховавшая её компания, которая дозвонилась в Союз кинематографистов России с просьбой найти ближайшего родственника актрисы. О её смерти сообщили в Союзе кинематографистов России только 12 августа. Точное место, где она скончалась, названо не было. Тело Наталии Богуновой сначала отправили с Крита в столицу Греции — Афины. Оттуда гроб через Стамбул переправили в Москву.
Прощание с актрисой прошло в траурном зале ЦКБ Управления делами Президента РФ 21 августа 2013 года. Проститься с актрисой собралось около 20 человек, не считая журналистов, которых оказалось намного больше.
Траурная церемония прошла практически через два месяца после смерти Наталии Богуновой и через 40 дней после того, как её тело было доставлено на Родину, так как урну с прахом актрисы в крематории выдали лишь накануне. Похоронена на Ваганьковском кладбище, в колумбарии (саркофаг) у 1-го участка.

## Фильмография
| Год       |     | Название                           | Роль                                                                      |
| --------- | --- | ---------------------------------- | ------------------------------------------------------------------------- |
| 1963      | ф   | Вступление                         | Валя                                                                      |
| 1964      | ф   | До свидания, мальчики!             | Инна, подруга Володи Белова                                               |
| 1966      | ф   | Мальчик и девочка                  | девочка                                                                   |
| 1967      | ф   | Бегущая по волнам                  | Дэзи                                                                      |
| 1968      | ф   | Мужской разговор                   | Лёля Пантюхина, сестра Юры                                                |
| 1971      | ф   | Весенняя сказка                    | Снегурочка                                                                |
| 1973      | ф   | Большая перемена                   | Светлана Афанасьевна, учительница русского языка и литературы, жена Ганжи |
| 1973      | ф   | Умные вещи                         | невеста музыканта / Эхо                                                   |
| 1974      | ф   | Какая у вас улыбка                 | Соломина, наборщица, которая поёт                                         |
| 1975      | ф   | Дорога                             | Лена, жена Павла                                                          |
| 1975-1976 | тсп | Кабачок «13 стульев»               | пани Гелена                                                               |
| 1976      | тсп | Вечерний свет                      | Белла                                                                     |
| 1978      | тсп | День приезда — день отъезда        | Лукашина                                                                  |
| 1980      | ф   | Личной безопасности не гарантирую… | Надежда Николаевна, учительница                                           |
| 1986      | ф   | Гран-па                            | Татьяна Леопольдовна Каменская, актриса                                   |
| 1992      | ф   | Бег по солнечной стороне           | начальница почты                                                          |